# 75D/Kohoutek
75D/Kohoutek este o cometă periodică din Sistemul solar, descoperită de astronomul Luboš Kohoutek, la 17 februarie 1975.

## Descoperirea cometei
Cometa a fost descoperită la 17 februarie 1975 de astronomul ceh Luboš Kohoutek la Observatorul Hamburg-Bergedorf din Republica Federală Germania.
Prima imagine a cometei a fost raportată la 9 februarie 1975 și prezenta un obiect nebulos de magnitudine 14. Conținutul redus de informații, cu toate acestea, nu a permis să obțină date exacte despre mișcarea cometei. Așa că atunci când Kohoutek a început să caute în  17 februarie, el a efectuat observații pe un câmp destul de larg, care l-au condus la descoperirea unei a doua comete: 76P/West-Kohoutek-Ikemura, înainte de a găsi obiectul cercetării sale.
La momentul descoperirii sale, cometa trecuse la periheliu și se îndepărta de Soare, iar luminozitatea acesteia a scăzut treptat. Ultima observație a fost înregistrată la 29 aprilie 1976, când nucleul cometei avea o magnitudine de 21,5.
În cele din urmă, cometa a fost observată la a treia și ultima sa întoarcere, cea în anul 1987, când s-a înregistrat cea mai bună apariție a cometei. Reperată cu mai mult de un an înainte de trecerea la periheliu, cometa s-a apropiat de Soare și de Pământ, treptat, devenind mai luminoasă. În zilele de maximă apropiere de Pământ, la circa două luni și jumătate după trecerea la periheliu, cometa a ajuns la magnitudinea 13. Cometa a fost urmărită până la 19 mai 1988.
Cele trei reveniri de mai târziu au fost nefavorabile, iar cometa nu a mai fost observată. Seiichi Yoshida a oferit o prognoză a magnitudinii maxime de 19,5 pentru revenirea din anul 2001, și 19,0 pentru revenirea din anul 2007..
Considerată pierdută, se va încerca să fie recuperată la următoarea întoarcere, în 2014.

## Descrierea cometei
Nucleul cometei are un diametru de 4.6 km.
Există și alte comete desemnate sub numele Kohoutek, cea mai cunoscută fiind C/1973 E1 (Cometa Kohoutek), precum și 76P/West-Kohoutek-Ikemura.

## Orbita
Cometa Kohoutek parcurge o orbită moderat excentrică, înclinată cu circa 5° față de planul eclipticii. Afeliul, în apropiere de orbita lui Jupiter, este la 5,30 ua de Soare; periheliul, în apropiere de planeta Marte, este la 1,78 ua de Soare. Cometa își completează orbita în circa 6,67 ani.
Cometa a repetat de mai multe ori întâlnirile cu planeta Jupiter, care i-au modificat orbita. Una dintre cele mai apropiate a fost cea din 1972 (la 0,1420 ua). Rezultatul întâlnirii a fost diminuarea perioadei orbitale, de la 8,50 la 6,23 ani, iar distanța la periheliu de la 2,51 ua la 1.57 ua, fapt care a permis descoperirea din 1975.
În viitor, ar trebui să apară unele întâlniri între cometă și Pământ la o distanță între 0,3 și 0,4 ua. Această situație ar trebui să ușureze observațiile cometei.